# فريدونكنار
فريدونكنار (بالفارسية: فریدون‌کنار) هي مدينة تقع في إيران في مازندران. يقدر عدد سكانها بـ 34,452 نسمة .